# Josh Weinstein
Josh Weinstein (født 5. maj 1966 i Maryland) er en amerikansk manuskriptforfatter, som er bedst kendt for sit arbejde på serien The Simpsons. Sammen med sin skrivemakker Bill Oakley var Weinstein producent og showrunner i syvende og ottende sæson.